# Бікбау
Бікба́у (рос. Бикбау, башк. Бикбау) — село у складі Зіанчуринського району Башкортостану, Росія. Входить до складу Бікбауської сільської ради.
Населення — 199 осіб (2010; 256 в 2002).
Національний склад:
- башкири — 100%